# Al-Fadl Àhmad (II)
Al-Fadl Àhmad (II) ibn Abi-Bakr fou emir hàfsida per uns mesos, del 1349 al 1350. Era fill d'Abu-Yahya Abu-Bakr (II) i fou proclamat després de la sortida dels marínides de Fes que el 1347 havien ocupat el país.
El seu pare el va nomenar governador de Bona. El 1347 va donar suport al suport al seu cunyat contra Abu-Hafs ibn Abi-Bakr (II), però després del 1348 se'n va distanciar. El 1349 quan va fugir l'emir marínida Abu-l-Hàssan, els notables encapçalats pel xeic almohade Ibn Tafragin, el van proclamar emir, però sembla que no va governar a satisfacció del xeis que al cap d'uns mesos el va deposar en favor del seu germà Abu Ishak Ibrahim II ben Abu Bakr II.